# 科斯秋赫尼夫卡
51°21′16″N 25°45′14″E / 51.35444°N 25.75389°E
科斯秋赫尼夫卡（波蘭語：Kościuchnówka）是烏克蘭西部的村莊，隸屬沃倫州的卡明-卡希爾斯基區。該村始建於1577年，面積1.11平方公里，海拔高度173米，2001年人口546，人口密度每平方公里493.22人。

## 歷史
1916年第一次世界大戰的布魯西洛夫攻勢剛開幕時，俄軍和波蘭軍之間的科斯秋赫尼夫卡之戰發生於此地。